# Upplands runinskrifter 444
Upplands runinskrifter 444 är en vikingatida runsten av granit i Bromsta, Odensala socken och Sigtuna kommun. Runstenen är 1,8 meter hög och 0,5 till 0,8 meter bred. Runhöjden är 5-8 centimeter. Stenen slogs sönder och var försvunnen under en längre tid, men återfanns, lagades och restes på vad som är dess ursprungliga plats 1925.

## Näsbjörn och hans släkt

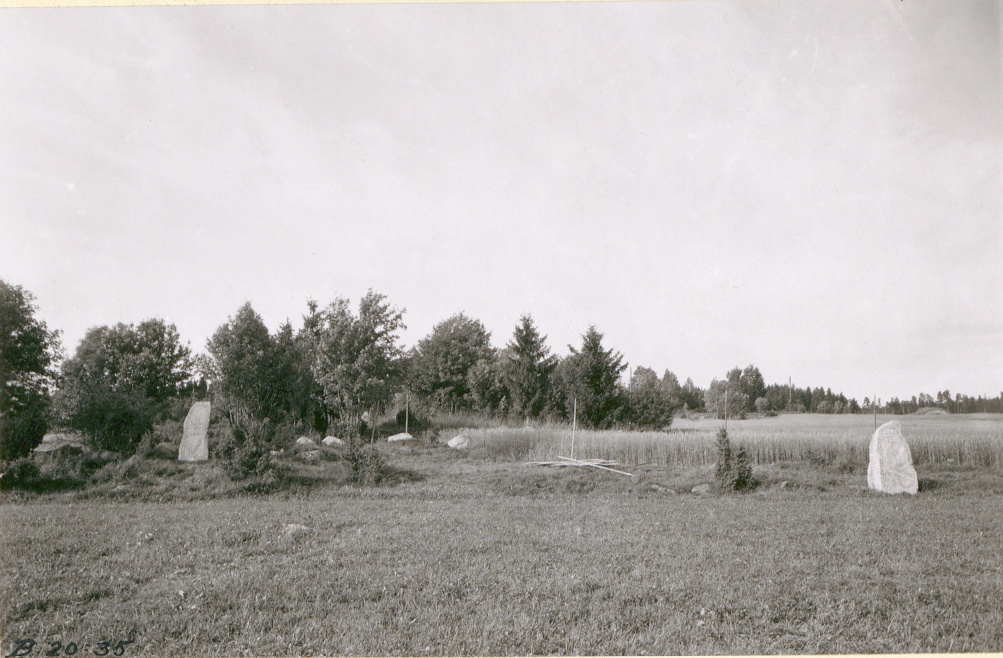
U 444 och U 445.

Näsbjörn nämns såväl på U 444 som på den närliggande runstenen U 445. Av informationen på de båda stenarna kan man dra några slutsatser om denna släkt från Bromsta på 1000-talet:
Borgulv hade fyra söner, Ulv, Härbjörn, Näsbjörn och Häming. Näsbjörn hade i sin tur sonen Kylving med sin hustru Gillög.

## Inskriften
Translitterering av runraden:
× ulfr × auk × hirbiarn × [a]uk × nesbi[a]rn × auk × himinkr × litu ' r[esa × s](t)ain × at × borkulf × faþur × sin ×
Normalisering till runsvenska:
Ulfʀ ok Hærbiorn ok Næsbiorn ok Hæmingʀ letu ræisa stæin at Borgulf, faður sinn.
Översättning till nusvenska:
Ulv och Härbjörn och Näsbjörn och Häming läto resa stenen efter Borgulv, sin fader.